# Phoradendron polygynum
Phoradendron polygynum là một loài thực vật có hoa trong họ Santalaceae. Loài này được (H.Karst.) Eichler miêu tả khoa học đầu tiên năm 1868.